# William Ellery Channing
William Ellery Channing (Newport, 7 de abril de 1780 – Old Bennington, 2 de outubro de 1842) foi um líder unitarista estadunidense.Conhecido como o "apóstolo do unitarismo", corrente protestante que negava o dogma da trindade cristã, reconhecendo Deus como Uno, foi o principal porta-voz dos pastores unitaristas frente aos puritanos da Nova Inglaterra. O seu sermão "Cristianismo Unitarista" (1819) é considerado o documento fundacional do Unitarismo estadunidense.
Organizou, em seu país, uma tentativa para a eliminação da escravidão, da embriaguez, da indigência e da guerra.

## Biografia

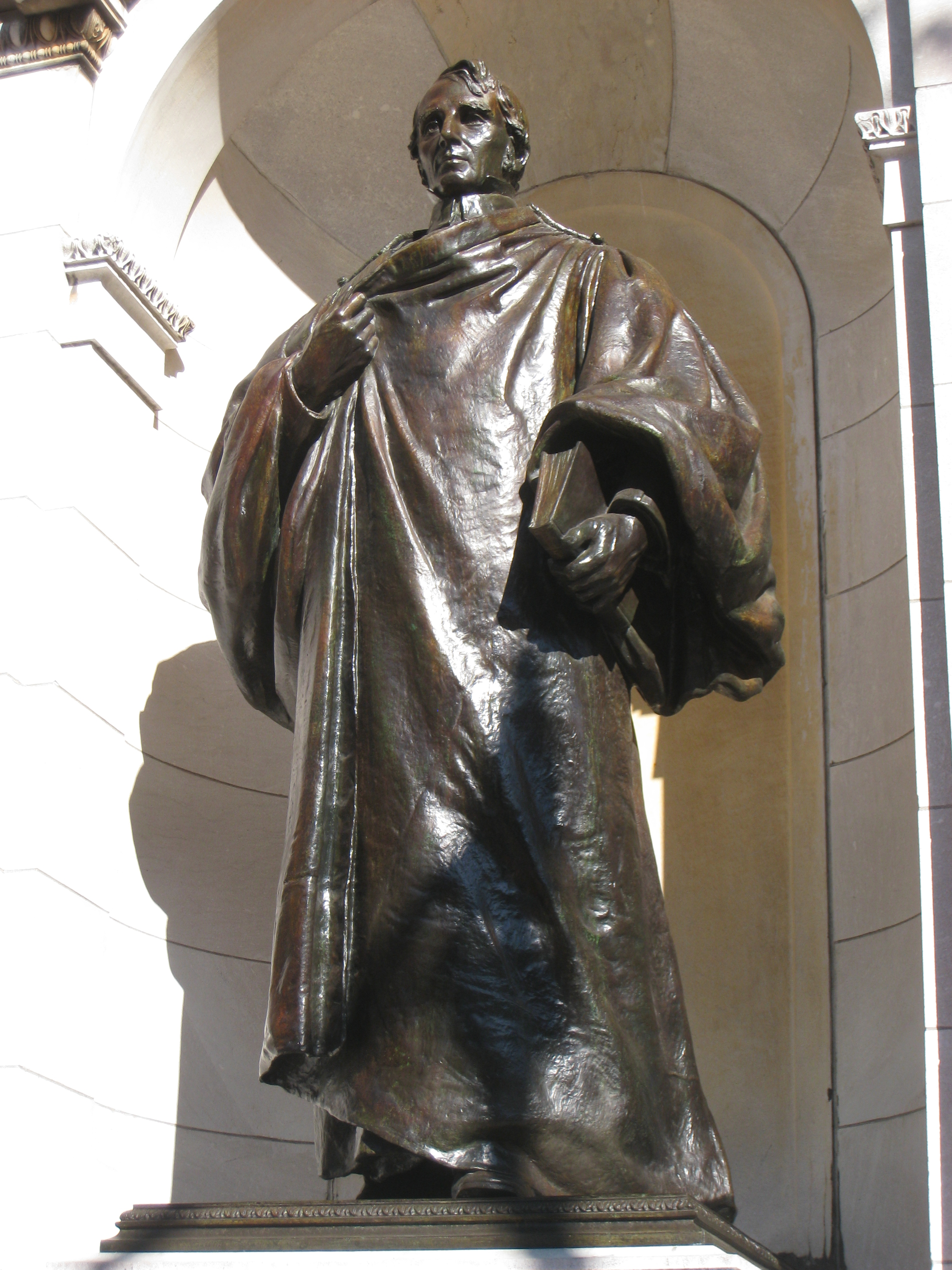
Estátua de Channing por Herbert Adams (1903), Boston.

Estudou Teologia em Newport e em Harvard, tornou-se em pouco tempo um pregador de sucesso em várias igrejas na cidade de Boston, onde foi Ministro da Federal Street Church por 39 anos. Preferindo evitar pontos complexos da Doutrina, pregava a moralidade, a caridade e a responsabilidade cristãs. Na qualidade de pregador atingia grandes audiências e como escritor elaborou várias defesas das suas posições, descrevendo a própria luta como "um sistema racional e amável contra o não entendimento dos homens da caridade ou piedade." 
A sua obra escrita (ensaios e revisões), cuja maioria foi destruída pelo fogo, foi classificada por um seu contemporâneo como um "Tratado da Doutrina Cristã", enquanto o biógrafo de Napoleão I, Sir Walter Scott, cognominou-o de "grande agitador social".
Channing chegou a ser simpatizante da crença do Movimento de Reforma Social e Educacional, mas não acreditava que a sociedade pudesse ser melhorada por ações coletivas.

## O espírito Channing
Para a doutrina espírita a sua figura também se reveste de importância. Allan Kardec, em O Livro dos Médiuns, inclui três mensagens atribuídas ao seu espírito, onde se destacam os seguintes trechos:
"Qual a instituição humana, ou mesmo divina, que não encontrou obstáculos a vencer, cismas contra que lutar? Se apenas tivésseis existência triste e lânguida, ninguém vos atacaria, sabendo perfeitamente, que havíeis de sucumbir de um momento para outro. Mas, como a vossa vitalidade é forte e ativa, como a árvore espírita tem fortes raízes, admitem que ela poderá viver longo tempo e tentam golpeá-la a machado. Que conseguirão esses invejosos? Quando muito, deceparão alguns galhos, que renascerão com seiva nova e serão mais robustos do que nunca." (O Livro dos Médiuns, cap. XXXI, dissertação n° 7).
"Nem todos sabem agir de acordo com os conselhos da razão, não dessa razão que antes se arrasta e rasteja do que caminha, dessa razão que se perde no emaranhado dos interesses materiais e grosseiros, mas dessa razão que eleva o homem acima de si mesmo, que o transporta a regiões desconhecidas, chama sagrada que inspira o artista e o poeta, pensamento divino que exalça o filósofo, arroubo que arrebata os indivíduos e povos, razão que o vulgo não pode compreender, porém que ergue o homem e o aproxima de Deus, mais que nenhuma outra criatura, entendimento que o conduz do conhecido ao desconhecido e lhe faz executar as coisas mais sublimes." (O Livro dos Médiuns, cap. XXV, pergunta n° 30, item 282).
Sepultado no Mount Auburn Cemetery.

## External links
- Channing biography - Unitarian Universalist Association
- Channing Memorial Church - Newport, Rhode Island
- First Unitarian Church of Baltimore (Unitarian and Universalist).
- Obras de William Ellery Channing (em inglês) no Projeto Gutenberg
- Obras de ou sobre William Ellery Channing no Internet Archive
- Making of America e-texts of Channing's collected works
- Online works by Channing Arquivado em 2005-10-23 no Wayback Machine, including "Self-Culture," and "Likeness to God"
- The personal papers including manuscripts, de William Ellery Channing, juntamente com papers related to his work at Federal Street Church (agora conhecida como Arlington Street Church) estão na Biblioteca da Harvard Divinity School em Cambridge, Massachusetts.
- Portrait at National Portrait Gallery